# くす型護衛艦
くす型護衛艦（くすがたごえいかん、英語: Kusu-class Patrol Frigate）は、海上自衛隊草創期の護衛艦（PF）（当初は警備艦に類別）。前身はアメリカ海軍のタコマ級哨戒フリゲートで、1953年に18隻が貸与された。1972年までに全艦退役済み。

## 概要
くす型の前身であるタコマ級哨戒フリゲートは、第二次世界大戦においてアメリカ海軍が建造、運用した護衛艦である。96隻建造されたうち21隻がイギリスに貸与され、残り75隻がアメリカで運用されたが、1945年、対日作戦用として28隻がソ連の労農赤色海軍に貸与された（そのため、日本への貸与直後には艦内の所々にロシア語表記が見られ、倉庫にはソ連製の部品があったという）。戦後、沈没した1隻を除く27隻がアメリカに返還され横須賀港に係留されていたが1950年の朝鮮戦争の勃発に伴い急遽再整備され、朝鮮水域に出動した。
1950年（昭和25年）夏、吉田茂内閣総理大臣が主催する会食の席上、米極東海軍司令官C・ターナー・ジョイ中将より野村吉三郎元海軍大将に対して、横須賀で保管されていたこれらのフリゲートを日本に貸与するという提案がなされた。これは非公式の打診であったが、1951年（昭和26年）10月19日には、正式にマシュー・リッジウェイ連合国軍最高司令官より、50隻のLSSLとともにフリゲート18隻を貸与するとの提案がなされ、吉田首相はこれをその場で承諾した。これらのフリゲートは、当時連合国軍占領下の日本において唯一の洋上実力組織であった海上保安庁により運用されることとなったが、海保の当初構想とは異なり、従来の巡視船を増強しての分散運用ではなく、海保部内でも一種独立した組織において集合運用されることとなった。これは再軍備の一環として、陸上における警察予備隊に対応する組織を目指したものであり、1952年（昭和27年）4月26日、海上警備隊として発足した。海上警備隊は、同年8月1日、保安庁警備隊として海保から独立したが、船舶の貸与は日米船舶貸借協定の発効が遅れたためPFの正式受入れができず、やむをえず整備の終わったPFを行政措置により保管受入れし、隊員が乗組み個艦訓練を行い、さらに臨時編成による船隊基本訓練を実施していた。
一方、日米船舶貸借協定を巡っては日本側の受け入れが行政措置か協定締結かで国会で揉め、11月にようやく日米船舶貸借協定が調印されたが、さらに国会通過を巡って、PFが「船舶」なのか「軍艦」なのかといった論争に時間がかかり、12月27日になってようやく協定の発効となった。協定ではPF、LSSLの貸与有効期限を5年とし、期間満了の際、日本側の要請により、さらに5年間延長できるものとなっていた。1953年（昭和28年）1月14日、米海軍横須賀基地において第1回引渡し式が挙行され、PF6隻、LSSL4隻が日本に引渡された。12月23日の第11回船舶引渡しをもってPF18隻、LSSL50隻の引渡しが完了した。警備隊は1954年（昭和29年）7月1日、防衛庁海上自衛隊に改編された。
本級は、国産護衛艦の就役以降も水上戦力の中核として活動し、1962年（昭和37年）8月28日には全艦供与に切り替えられた。1965年（昭和40年）代以降、老朽化のため順次引退し、1972年（昭和47年）3月31日の「かや」(PF-288)の保管船への区分変更を最後に護衛艦籍から姿を消した。くす型から撤去したMk.22 50口径3インチ単装緩射砲3門は1962年（昭和37年）より観音崎礼砲台に設置して、礼砲として現在も運用している。
本級の艦番号はDEと同じ200番台（281〜298）であるが、艦種記号はDDでもDEでもなく、アメリカ海軍当時のPFを引き続き使用した。なお、艦番号は当初、1から始まっていたが、1957年（昭和32年）9月1日、海上自衛隊訓令の一部改正により280からに変更されている。

## 同型艦

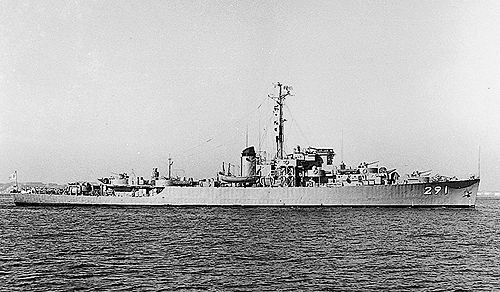
PF-291「きり」

| 艦番号           | 艦名                            | 竣工            | 貸与            | 区分変更                                                        | 除籍           | 返還            |
| ---------------- | ------------------------------- | --------------- | --------------- | --------------------------------------------------------------- | -------------- | --------------- |
| 旧：PF-1 PF-281  | くす USS Ogden, PF-39           | 1943年 12月20日 | 1953年 1月14日  | 1970年 3月31日 特務船（YAS-50） 1971年 3月31日 保管船（YAC-22） | 1976年 4月1日  | 1977年 6月28日  |
| 旧：PF-2 PF-282  | なら USS Machias, PF-53         | 1944年 3月29日  | 1953年 1月14日  | 1966年 3月31日 練習船（YTE-08）                                 | 1969年 3月31日 | 1971年 7月12日  |
| 旧：PF-3 PF-283  | かし USS Pasco, PF-6            | 1944年 4月15日  | 1953年 1月14日  | 1965年 3月31日 保管船（YAC-12）                                 | 1967年 6月30日 | 1968年 3月18日  |
| 旧：PF-4 PF-284  | もみ USS Poughkeepsie, PF-26    | 1944年 9月6日   | 1953年 1月14日  | 1965年 3月31日 保管船（YAC-13）                                 | 1970年 3月31日 | 1971年 7月12日  |
| 旧：PF-5 PF-285  | すぎ USS Coronado, PF-38        | 1943年 11月17日 | 1953年 1月14日  | -                                                               | 1969年 3月31日 | 1971年 7月9日   |
| 旧：PF-6 PF-286  | まつ USS Charlottesville, PF-25 | 1944年 4月10日  | 1953年 1月14日  | 1966年 3月31日 特務船（YAS-36）                                 | 1969年 3月31日 | 1971年 7月12日  |
| 旧：PF-7 PF-287  | にれ USS Sandusky, PF-54        | 1944年 4月18日  | 1953年 2月26日  | 1969年 3月31日 保管船（YAC-19）                                 | 1976年 3月31日 | 1977年 6月9日   |
| 旧：PF-8 PF-288  | かや USS San Pedro, PF-37       | 1943年 10月23日 | 1953年 3月30日  | 1972年 3月31日 保管船（YAC-23）                                 | 1977年 4月1日  | 1978年 7月26日  |
| 旧：PF-9 PF-289  | うめ USS Allentown, PF-52       | 1944年 3月24日  | 1953年 3月30日  | 1965年 3月31日 保管船（YAC-14）                                 | 1970年 3月31日 | 1971年 7月12日  |
| 旧：PF-10 PF-290 | さくら USS Carson City, PF-50   | 1944年 3月24日  | 1953年 4月30日  | 1966年 3月31日 保管船（YAC-16）                                 | 1971年 3月31日 | 1971年 8月6日   |
| 旧：PF-11 PF-291 | きり USS Everett, PF-8          | 1944年 1月22日  | 1953年 8月29日  | 1970年 3月31日 保管船（YAC-20）                                 | 1975年 10月1日 | 1976年 1月22日  |
| 旧：PF-12 PF-292 | つげ USS Gloucester, PF-22      | 1943年 12月10日 | 1953年 9月30日  | -                                                               | 1968年 3月31日 | 1969年 3月31日  |
| 旧：PF-13 PF-293 | かえで USS Newport, PF-27       | 1944年 9月8日   | 1953年 9月30日  | 1966年 3月31日 保管船（YAC-17）                                 | 1972年 3月31日 | 1975年 5月20日  |
| 旧：PF-14 PF-294 | ぶな USS Bayonne, PF-21         | 1945年 2月14日  | 1953年 10月31日 | 1965年 2月1日 保管船（YAC-11）                                  | 1965年 3月31日 | 1967年 6月27日  |
| 旧：PF-15 PF-295 | けやき USS Evansville, PF-70    | 1944年 12月4日  | 1953年 10月31日 | 1970年 3月31日 保管船（YAC-21）                                 | 1976年 3月31日 | 1976年 10月15日 |
| 旧：PF-16 PF-296 | とち USS Albuquerque, PF-7      | 1943年 12月20日 | 1953年 11月30日 | 1965年 3月31日 保管船（YAC-15）                                 | 1969年 3月31日 | 1971年 7月9日   |
| 旧：PF-17 PF-297 | しい USS Long Beach, PF-34      | 1943年 9月8日   | 1953年 11月30日 | 1967年 3月31日 保管船（YAS-44）                                 | 1968年 3月31日 | 1971年 7月12日  |
| 旧：PF-18 PF-298 | まき USS Bath, PF-55            | 1944年 9月1日   | 1953年 12月23日 | 1966年 3月31日 練習船（YTE-09）                                 | 1969年 3月31日 | 1971年 7月12日  |

## 登場作品
『ゴジラ』（1954年）
防衛隊のフリゲート艦として登場。大戸島西方沖にて、ゴジラに対し爆雷攻撃を実施する。
撮影には、配備間もない実物が使用されているが、作中の艦列を組んで航行するシーンは実物であるものの、爆雷攻撃のシーンは実物のものではなく、1944年8月10日に公開された「日本ニュース 第219号」内の「駆潜訓練」の映像が流用されている。
また、ミニチュアも撮影に使用されており、クライマックスである東京湾のシーンで使われている。
『大怪獣バラン』（1958年）
「すぎ」が登場。あやなみ型護衛艦「うらなみ」などと共に、東京へ向けて海上を侵攻するバランを迎撃する。
登場するのは、ミニチュアのみである。